# Brúarfoss
Brúarfoss är ett vattenfall i republiken Island.  ligger i regionen Suðurland, i den sydvästra delen av landet. Brúará störtar ner i två fall med en total höjd av 5 m. Mitt på vattenfallet går en bro för fotgängare över floden. Brúarfoss ligger cirka 3 km norr om Laugarvatnsvegur. Mellan Brúarfoss och vägen ligger vattenfallen Miðfoss och Hlauptungufoss.